# 997 TCN
997 TCN là một năm trong lịch La Mã.